# Estadio Municipal Verónica Boquete de San Lázaro
 (mars 2025).
Le Estadio Municipal Verónica Boquete de San Lázaro est un stade polyvalent situé dans le quartier de San Lázaro de la ville de Saint-Jacques-de-Compostelle, dans la province de La Corogne, en Espagne. Depuis 2018, il porte le nom de Verónica Boquete, une joueuse de Santiago. Jusque-là, il était connu comme le stade polyvalent de San Lázaro.
Il a une capacité de 16 666 spectateurs et est actuellement le stade de l'équipe de football SD Compostela. C'est également le siège de plusieurs entités.

## Histoire
Son inauguration a eu lieu le 24 juin 1993, avec le différend d'un tournoi à quatre entre le Real Club Deportivo de La Coruña, le CD Tenerife, le CA River Plate et le Sao Paulo FC. Deportivo et River ont joué le premier match avec Bebeto le buteur du premier but dans le stade.
En 1999, le tournoi amical "Xacobeo Trophy" a eu lieu, coïncidant avec l'Année sacrée jacobéenne et organisé par la Junta de Galicia; Le tournoi a affronté le Real Club Celta de Vigo et le Real Madrid, l'équipe de Vigo l'emportant 3-0.
Le 8 novembre 2018, la mairie de Saint-Jacques-de-Compostelle a approuvé le changement de nom du stade en reconnaissance de Verónica Boquete, l'une des meilleures footballeuses de la ville.